# Ruszwurm cukrászda

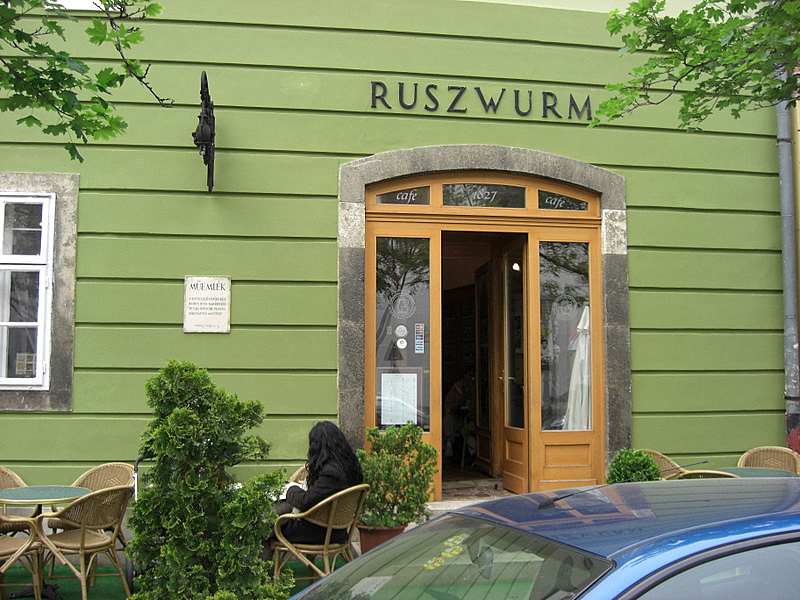
A cukrászda bejárata

A Ruszwurm cukrászda Budapest egyik nevezetes, nagy múltú cukrászdája.

## Fekvése
A Budai Várnegyedben található,  a Mátyás-templom szomszédságában, a Szentháromság u. 7. sz. alatt.

## Története

### A kezdetek (Schwabl – Richter – Müller)
1827-ben a Szentháromság tér 7. alatt nyitott cukrászdát Schwabl Ferenc  cukrász. Az ő  1830. július 20-i halála  után, özvegyét 1831. szeptember 15-én feleségül vette  Richter Leonhard ). Richter korábban sütőmesterként József nádor alkalmazásában állt; a budai városi tanácstól nyert iparjoga alapján ő vette át a cukrászdát. Richter új bútorokat csináltatott a cukrászda számára. Az ő megrendelésére  bizonyos Krautsiedler   nevű asztalosmester készítette el az üzlet politúrozott cseresznyefából való mahagóni berakásos berendezését. A biedermeier kor hangulatát idéző berendezés a történelem viharait (különös tekintettel a budai vár 1849. évi és 1944—45. évi ostromára) épségben átvészelte. 
Richter Leonhard 1846. január 20-i halála után özvegye folytatta az ipart, segédje, Müller Antal útján. Özvegy Richternének iparjogáról történt lemondása folytán azután 1847. május 5-én   Müller Antal cukrásziparjogot kapott a budai városi tanácstól és ettől kezdve sajátjaként vezette àz üzletet.
A hagyomány szerint Müller Antal I. Ferenc József  asztalát is díszítette. A koronázás alkalmából díszes cukordobozt és édességekből készített virágcsokrot nyújtottak át Erzsébet királynénak, aki később is a Ruszwurmból hordatta a reggelijét. A legkülönfélébb társasági események szervezői is a budai cukrászda finomságait választották, Pest-Budán éppúgy, mint Bécsben. Müller  örökébe az özvegye lépett, aki történetesen Schwabl Ferenc unokahúga volt.
Lányuk férje, Ruszwurm Vilmos itt volt inas, majd itt szabadult fel.

### A Ruszwurm-korszak
Ruszwurm Vilmos, aki addig  özvegy Müllernénél volt segéd, 1884. február 20-án kapott iparjogot és átvette az üzletet, amit 1922-ig vezetett. Ekkor tőle Tóth Ferenc vette át az üzletet, és az azt államosításig  – Ruszwurm Vilmos szellemében –  vezette.
A cukrászda Ruszwurm Vilmosról kapta a Ruszwurm-cukrászda nevet és ezen a néven maradt ismerős a nagyközönség számára Ruszwurm Vilmos 1936. október 3-án bekövetkezett  halála  után is.
Ruszwurm Vilmos (és felesége)  nagy súlyt helyezett a cukrászda hírnevének megőrzésére. Korabeli fényképek tanúsága szerint a cukrászda cégfelirata is "Ruszwurm Vilmos" volt. A centenáriumi megemlékezésben szerepel a büszke kitétel, hogy "mi igazi udvari szállítók voltunk, minden cim és rang nélkül.” Ruszwurm az 1934-ben pert indított ifj. Latabár Árpáddal és színtársulatával  szemben, azt sérelmezve, hogy egy adott orfeumi tréfában az ő cukrászdája szerepel.

### Az államosítás után
1951. februárjában a cukrászdát államosították. Ezt követően  még három évig működött az üzlet, majd bezárták. 1959-1960 folyamán a cukrászdát felújították és csak 1960 augusztus 20-án nyitották meg ismét. 1961-ben részletesen forrásolt  rövid összefoglaló jelent meg a cukrászda történetéről.  Akkoriban azt hangsúlyozták, hogy  "130 éve úgyszólván változatlanul ugyanazzal a berendezéssel fenntartott üzletről" van szó – márpedig ez ritkaságszámba ment már akkor is.
1976-tól 1990-ig Lukács István vezette a cukrászdát.

### A rendszerváltás után
A rendszerváltás utáni első években a cukrászda egy külföldi társaság tulajdonába került. Később  – saját állításuk szerint – a Szamos Marcipán névadójának, Szamos Mátyásnak a fiai és unokái nemcsak kibérelték, hanem meg is vásárolták azt 1994-ben. A 2020-as évek elején jogvita alakult ki a cukrászdával összefüggésben  Budapest I. kerületének önkormányzata és a  Szamos cég között.